# Лејк Шервуд (Калифорнија)
Лејк Шервуд (енгл. Lake Sherwood) насељено је место без административног статуса у америчкој савезној држави Калифорнија.

## Демографија
По попису из 2010. године број становника је 1.527.
| Група             | 2000.    | 2010.         |
| Белци             | 0 (0,0%) | 1.321 (86,5%) |
| Афроамериканци    | 0 (0,0%) | 5 (0,3%)      |
| Азијати           | 0 (0,0%) | 101 (6,6%)    |
| Хиспаноамериканци | 0 (0,0%) | 52 (3,4%)     |
| Укупно            | 0        | 1.527         |